# Naoya Toyama
Naoya Toyama (jap. 外山 直也 Toyama Naoya; ur. 3 lutego 1988) – japoński skoczek narciarski, brązowy medalista mistrzostw świata juniorów.
Dwukrotnie uczestniczył w mistrzostwach świata juniorów w narciarstwie klasycznym. W 2004 roku w Strynie zajął 30. miejsce indywidualnie i 14. drużynowo. Dwa lata później na mistrzostwach w Kranju zdobył brązowy medal w konkursie drużynowym (wraz z nim japoński zespół stanowili Yūhei Sasaki, Kenshirō Itō i Shōhei Tochimoto), a indywidualnie zajął 17. miejsce.
Pięciokrotnie zaprezentował się w zawodach zaliczanych do klasyfikacji FIS Cup. Trzykrotnie uplasował się w czołowej dziesiątce zawodów tej rangi – był dwukrotnie czwarty w Zaō i Sapporo w marcu 2006 roku oraz dziewiąty w Sankt Moritz w listopadzie 2005 roku. Łącznie zgromadził 53 punkty w tym cyklu, co dało mu 17. miejsce w klasyfikacji sezonu 2005/2006.

## Mistrzostwa świata juniorów
| Stryn 2004 | – | 30. miejsce (indywidualnie), 14. miejsce (drużynowo)   |
| Kranj 2006 | – | 17. miejsce (indywidualnie), brązowy medal (drużynowo) |

## FIS Cup

### Miejsca w klasyfikacji generalnej
| Sezon     | Miejsce |
| --------- | ------- |
| 2005/2006 | 17.     |

### Miejsca w poszczególnych konkursach FIS Cup
| Sezon 2005/2006                                                               |          |               |               |              |              |           |           |        |        |         |           |           |        |        |            |            |     |     |         |          |        |
| Predazzo                                                                      | Predazzo | Bischofshofen | Bischofshofen | Sankt Moritz | Sankt Moritz | Vikersund | Vikersund | Kuopio | Kuopio | Seefeld | Harrachov | Harrachov | Ljubno | Ljubno | Courchevel | Courchevel | Zaō | Zaō | Sapporo | Zakopane | punkty |
| -                                                                             | -        | -             | -             | 11           | 9            | -         | -         | -      | -      | -       | -         | -         | -      | -      | -          | -          | 4   | 17  | 4       | -        | 167    |
| Legenda                                                                       |          |               |               |              |              |           |           |        |        |         |           |           |        |        |            |            |     |     |         |          |        |
| 1 2 3 4-10 11-30 poniżej 30 dq – dyskwalifikacja - − zawodnik nie wystartował |          |               |               |              |              |           |           |        |        |         |           |           |        |        |            |            |     |     |         |          |        |